# Lazio Marines
La A.S.D Lazio Marines American Football Team è la sezione di football americano della Polisportiva Lazio, della quale è parte dal 2004.
Fu fondata nel 1991 a Ostia, località del litorale romano, come AFT Marines Ostia.

## Dettaglio stagioni

### Campionato italiano

#### Serie A/A1/Golden League/IFL/Prima Divisione
| Stagione | regular season | regular season | regular season | regular season | regular season | regular season | playoff | playoff | playoff | playoff | playoff | playoff           | playoff            |
|          | Vin            | Par            | Per            | Tot            | PF             | PS             | Vin     | Per     | Tot     | PF      | PS      | risultato         | avversaria         |
| -------- | -------------- | -------------- | -------------- | -------------- | -------------- | -------------- | ------- | ------- | ------- | ------- | ------- | ----------------- | ------------------ |
| 1999     | 2              | 0              | 4              | 6              | 90             | 114            | -       | -       | -       | -       | -       | -                 | -                  |
| 2000     | 4              | 0              | 5              | 9              | 155            | 146            | 0       | 1       | 1       | 0       | 40      | Quarti di finale  | Lions Bergamo      |
| 2001     | 8              | 0              | 0              | 8              | 258            | 18             | 1       | 1       | 2       | 54      | 61      | Semifinale        | Lions Bergamo      |
| 2002     | 3              | 0              | 4              | 7              | 117            | 191            | 1       | 1       | 2       | 45      | 49      | Semifinale        | Dolphins Ancona    |
| 2003     | 3              | 0              | 5              | 8              | 106            | 185            | 0       | 1       | 1       | 17      | 31      | Semifinale        | Lions Bergamo      |
| 2004     | 4              | 0              | 4              | 8              | 160            | 169            | 1       | 1       | 2       | 51      | 62      | Semifinale        | Lions Bergamo      |
| 2005     | 5              | 0              | 3              | 8              | 187            | 135            | 0       | 1       | 1       | 13      | 23      | Wild Card         | Dolphins Falconara |
| 2006     | 1              | 0              | 7              | 8              | 185            | 309            | -       | -       | -       | -       | -       | -                 | -                  |
| 2007     | 6              | 0              | 1              | 7              | 226            | 124            | 0       | 1       | 1       | 14      | 17      | Semifinale        | Panthers Parma     |
| 2009     | 6              | 0              | 3              | 9              | 293            | 170            | 1       | 1       | 2       | 63      | 75      | Italian Superbowl | Giants Bolzano     |
| 2010     | 3              | 0              | 5              | 8              | 269            | 288            | -       | -       | -       | -       | -       | -                 | -                  |
| 2011     | 2              | 0              | 7              | 9              | 324            | 377            | -       | -       | -       | -       | -       | -                 | -                  |
| 2012     | 1              | 0              | 10             | 11             | 251            | 388            | -       | -       | -       | -       | -       | -                 | -                  |
| 2013     | 2              | 0              | 6              | 8              | 132            | 215            | -       | -       | -       | -       | -       | -                 | -                  |
| 2014     | 1              | 0              | 9              | 10             | 97             | 344            | 1       | 0       | 1       | 20      | 0       | Playout           | Briganti Napoli    |
| 2015     | 9              | 0              | 1              | 10             | 430            | 182            | 0       | 1       | 1       | 20      | 40      | Quarti di finale  | Rhinos Milano      |
| 2016     | 7              | 0              | 3              | 10             | 384            | 260            | 0       | 1       | 1       | 0       | 27      | Quarti di finale  | Seamen Milano      |
| 2017     | 3              | 0              | 7              | 10             | 159            | 242            | -       | -       | -       | -       | -       | -                 | -                  |
| 2018     | 5              | 0              | 5              | 10             | 293            | 294            | 1       | 1       | 2       | 45      | 57      | Semifinale        | Seamen Milano      |
| 2019     | 5              | 0              | 3              | 8              | 219            | 223            | 1       | 1       | 2       | 22      | 58      | Semifinale        | Seamen Milano      |
| Totale   | 80             | 0              | 92             | 172            | 4335           | 4374           | 7       | 12      | 19      | 364     | 540     |                   |                    |

Fonte: Enciclopedia del Football - A cura di Roberto Mezzetti

#### Serie A NFLI
A seguito dell'ingresso di FIDAF nel CONI questo torneo - pur essendo del massimo livello della propria federazione - non è considerato ufficiale.
| Stagione | regular season | regular season | regular season | regular season | regular season | regular season | playoff | playoff | playoff | playoff | playoff | playoff    | playoff            |
|          | Vin            | Par            | Per            | Tot            | PF             | PS             | Vin     | Per     | Tot     | PF      | PS      | risultato  | avversaria         |
| -------- | -------------- | -------------- | -------------- | -------------- | -------------- | -------------- | ------- | ------- | ------- | ------- | ------- | ---------- | ------------------ |
| 2008     | 7              | 0              | 0              | 7              | 270            | 7              | 1       | 1       | 2       | 78      | 40      | Semifinale | Hogs Reggio Emilia |
| Totale   | 7              | 0              | 0              | 7              | 270            | 7              | 1       | 1       | 2       | 78      | 40      |            |                    |

Fonte: Enciclopedia del Football - A cura di Roberto Mezzetti

#### CIFAF
| Stagione | regular season | regular season | regular season | regular season | regular season | regular season | playoff | playoff | playoff | playoff | playoff | playoff    | playoff          |
|          | Vin            | Par            | Per            | Tot            | PF             | PS             | Vin     | Per     | Tot     | PF      | PS      | risultato  | avversaria       |
| -------- | -------------- | -------------- | -------------- | -------------- | -------------- | -------------- | ------- | ------- | ------- | ------- | ------- | ---------- | ---------------- |
| 2014     | 1              | 0              | 1              | 2              | 49             | 48             | 0       | 1       | 1       | 18      | 32      | Semifinale | Fenici Ferrara   |
| 2015     | 3              | 0              | 0              | 3              | 62             | 26             | 0       | 1       | 1       | 0       | 31      | Semifinale | Neptunes Bologna |
| 2016     | 1              | 0              | 3              | 4              | 36             | 81             | -       | -       | -       | -       | -       | -          | -                |
| 2017     | 1              | 0              | 5              | 6              | 87             | 168            | -       | -       | -       | -       | -       | -          | -                |
| Totale   | 6              | 0              | 9              | 15             | 234            | 323            | 0       | 2       | 2       | 18      | 63      |            |                  |

Fonte: Enciclopedia del Football - A cura di Roberto Mezzetti

#### Winter League (secondo livello)
| Stagione | regular season | regular season | regular season | regular season | regular season | regular season | playoff | playoff | playoff | playoff | playoff | playoff   | playoff            |
|          | Vin            | Par            | Per            | Tot            | PF             | PS             | Vin     | Per     | Tot     | PF      | PS      | risultato | avversaria         |
| -------- | -------------- | -------------- | -------------- | -------------- | -------------- | -------------- | ------- | ------- | ------- | ------- | ------- | --------- | ------------------ |
| 1998     | 5              | 0              | 2              | 7              | 230            | 86             | 2       | 1       | 3       | 97      | 73      | Snowbowl  | Hogs Reggio Emilia |
| 1999     | 3              | 0              | 5              | 8              | 112            | 90             | -       | -       | -       | -       | -       | -         | -                  |
| Totale   | 8              | 0              | 7              | 15             | 342            | 176            | 2       | 1       | 3       | 97      | 73      |           |                    |

Fonte: Enciclopedia del Football - A cura di Roberto Mezzetti

#### Serie B (terzo livello)/Winter League (terzo livello)/CIF9
| Stagione | regular season | regular season | regular season | regular season | regular season | regular season | playoff | playoff | playoff | playoff | playoff | playoff          | playoff              |
|          | Vin            | Par            | Per            | Tot            | PF             | PS             | Vin     | Per     | Tot     | PF      | PS      | risultato        | avversaria           |
| -------- | -------------- | -------------- | -------------- | -------------- | -------------- | -------------- | ------- | ------- | ------- | ------- | ------- | ---------------- | -------------------- |
| 1993     | 5              | 0              | 1              | 6              | 131            | 66             | 1       | 1       | 2       | 12      | 18      | Semifinale       | Marlins Rimini       |
| 1994     | 3              | 1              | 2              | 6              | 212            | 102            | 0       | 1       | 1       | 13      | 19      | Quarti di finale | Renegades Firenze    |
| 1995     | 7              | 0              | 1              | 8              | 166            | 55             | 1       | 1       | 2       | 32      | 12      | Semifinale       | Green Waves Corbetta |
| 1996     | 5              | 0              | 1              | 6              | 183            | 71             | 0       | 1       | 1       | 6       | 7       | Quarti di finale | Hogs Reggio Emilia   |
| 1997     | 8              | 0              | 0              | 8              | 340            | 109            | 2       | 1       | 3       | 85      | 70      | Snowbowl         | Virtus Bologna       |
| 2011     | 1              | 0              | 5              | 6              | 39             | 159            | -       | -       | -       | -       | -       | -                | -                    |
| 2012     | 0              | 0              | 6              | 6              | 46             | 208            | -       | -       | -       | -       | -       | -                | -                    |
| Totale   | 29             | 1              | 16             | 46             | 1117           | 770            | 4       | 5       | 9       | 148     | 126     |                  |                      |

Fonte: Enciclopedia del Football - A cura di Roberto Mezzetti

## Palmarès

### Titoli nazionali
- 7 Campionati Italiani Flag Football Senior (2009, 2010, 2011, 2012, 2013, 2014, 2017) nel 1997 Campioni d'Italia Under16 - 1997
- 1 Coppa Italia/Youth Bowl U21 2023/2024

### Titoli europei
- 1 Champions Bowl (2011)
- 1 Walldorf Big Bowl